# Gymnomyza aubryana
Gymnomyza aubryana е вид птица от семейство Meliphagidae. Видът е критично застрашен от изчезване.

## Разпространение
Видът е разпространен в Нова Каледония.